# Mikkeller
Mikkeller és una empresa danesa que elabora cervesa artesana des del 2006 i situada a Copenhaguen. L'empresa es basa en l'anomenat mètode fantasma, itinerant o gitano; és a dir, l'empresa no opera a una fàbrica de cervesa oficial sinó que col·labora amb altres fabricants de cervesa per utilitzar els seus espais i produir les seves receptes o experimentar-ne de noves.
La cerveseria va ser fundada per dos cervesers casolans: Mikkel Borg Bjergsø, un professor de física de secundària, i el periodista Kristian Klarup Keller. Tots dos van buscar introduir la seva cervesa artesana al públic i "desafiar als amics de la cervesa amb nous sabors intensos", tot inspirant-se en les fàbriques de cervesa nord-americans que "no tenen por de jugar i de trencar totes les regles".

## Història

### Origen i desenvolupament: 2003–2007

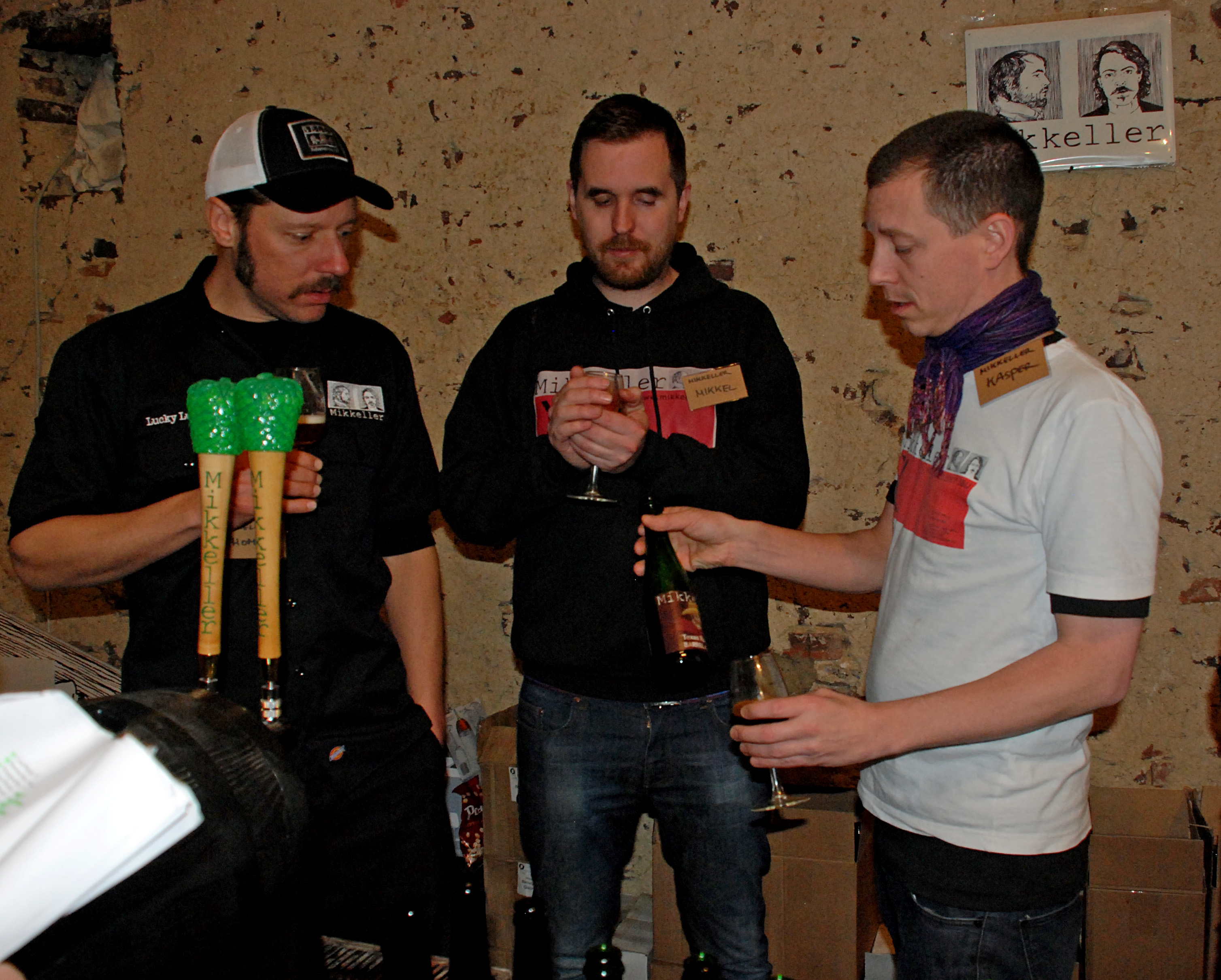
Mikkel Borg Bjergsø (al mig) durant lAlvinne Craft Beer Festival 2011

Abans de la fundació de l'empresa, els cervesers autodidactes Bjergsø i Keller van experimentar amb la cervesa, primer intentant clonar cerveses ja existents. Després de l'èxit en tasts a cegues, van començar a crear les seves pròpies receptes i van participar en diversos concursos d'elaboració de cervesa artesana a Dinamarca, arribant a guanyar diversos certamens. L'activitat de companyia era petita, amb un nivell baix de visibilitat pública, l'elaboració de la cervesa es feia a la cuina de casa i la cervesa només se servia en algunes reunions d'entusiastes de la cervesa i a petits bars. El germà de Bjergsø va fundar una botiga de cervesa el 2005 i va començar a distribuir la cervesa de la parella tot seleccionant destinacions de nombrosos països. El 2006, Mikkel i Keller van fundar la companyia cervesera Mikkeller, el nom de la seva cervesera.
A finals del 2006 una cervesa experimental de Mikkeller anomenada "Beer Geek Breakfast" va donar fama a la companyia al guanyar en la categoria de cervesa negra a un esdeveniment de votació de cervesa internacional. Després d'aquest reconeixement, Mikkeller va fer la seva primera aparició oficial al Festival de la Cervesa de Copenhaguen, on la cerveseria va introduir amb èxit 8 cerveses diferents, obtenint molt bones crítiques. Tot plegat va produir que a la segona meitat del 2006 signessin un acord de distribució internacional, i per fer front a la demanda, Mikkeller va començar a elaborar cervesa a cerveseries ja establertes a canvi del pagament del lloguer de la maquinària i dels costos del procés d'elaboració de la cervesa. Per tant, la petita empresa podria continuar la producció tot i no tenir els fons per invertir en un equip i instal·lacions de preparació professional.
El 2007 Keller es va separar de la companyia, ja que no estava interessat en la producció i elaboració d'un nombre més gran de cerveses, mentre Bjergsø estava ansiós per crear constantment noves receptes i gustos. Keller va deixar d'elaboració de la cervesa amb la finalitat de dedicar-se a la seva carrera com a periodista, deixant a Bjergsø com a supervisor de la cerveseria.

### Establiment i l'expansió: 2008–

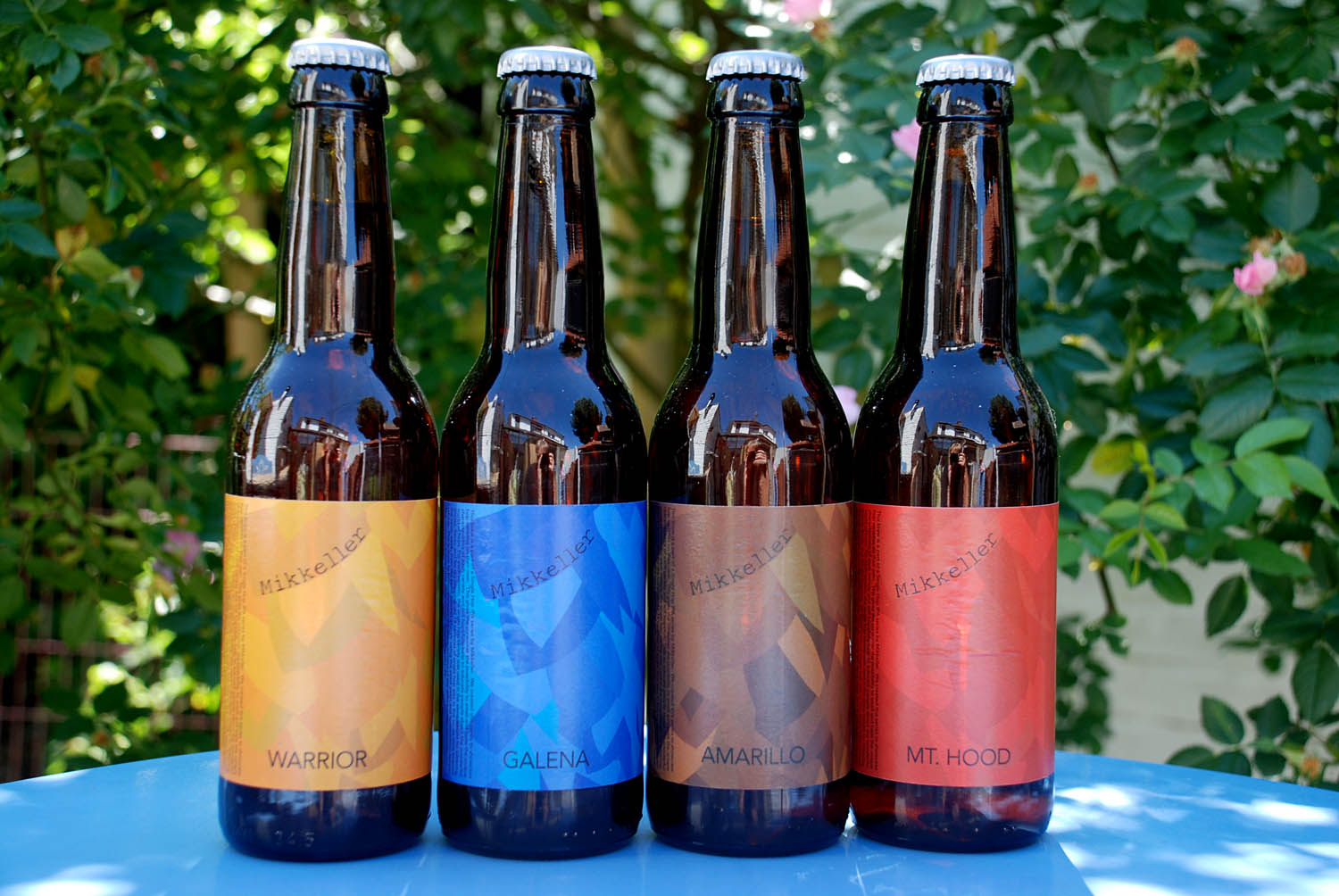
Cerveses Mikkeller de la sèrie "Single Hops"

Actualment les cerveses de Mikkeller es venen a més de 40 països de tot el món, mentre que només el 10 per cent de les cerveses de Mikkeller es venen a Dinamarca. L'estil de Mikkeller d'elaboració de la cervesa és considerat com a únic, ja que moltes de les seves cerveses experimenten amb nous sabors. Durant la seva història, Mikkeller ha preparat més de 600 cerveses diferents en una àmplia varietat d'estils, a diferència de moltes altres cerveses artesanes.
El ritme de llançament de cerveses Mikkeller és considerable; només el 2013 la fàbrica de cervesa va introduir 124 cerveses diferents. Algunes de les cerveses estan constantment en producció, mentre que la majoria dels productes estan disponibles per un temps limitat; o en petites quantitats; o a un lloc determinat; o tots aquests factors combinats. Amb un gran nombre de cerveses diferents i una gran reputació entre els entusiastes de la cervesa de tot el món, la microcerveseria Mikkeller lluita per satisfer la demanda de la seva cervesa.
Totes les receptes estan dissenyades a les instal·lacions de Mikkeller a Copenhaguen; en conjunt, la producció anual de la companyia és de 8.500 hectolitres de cervesa.

## Col·laboracions

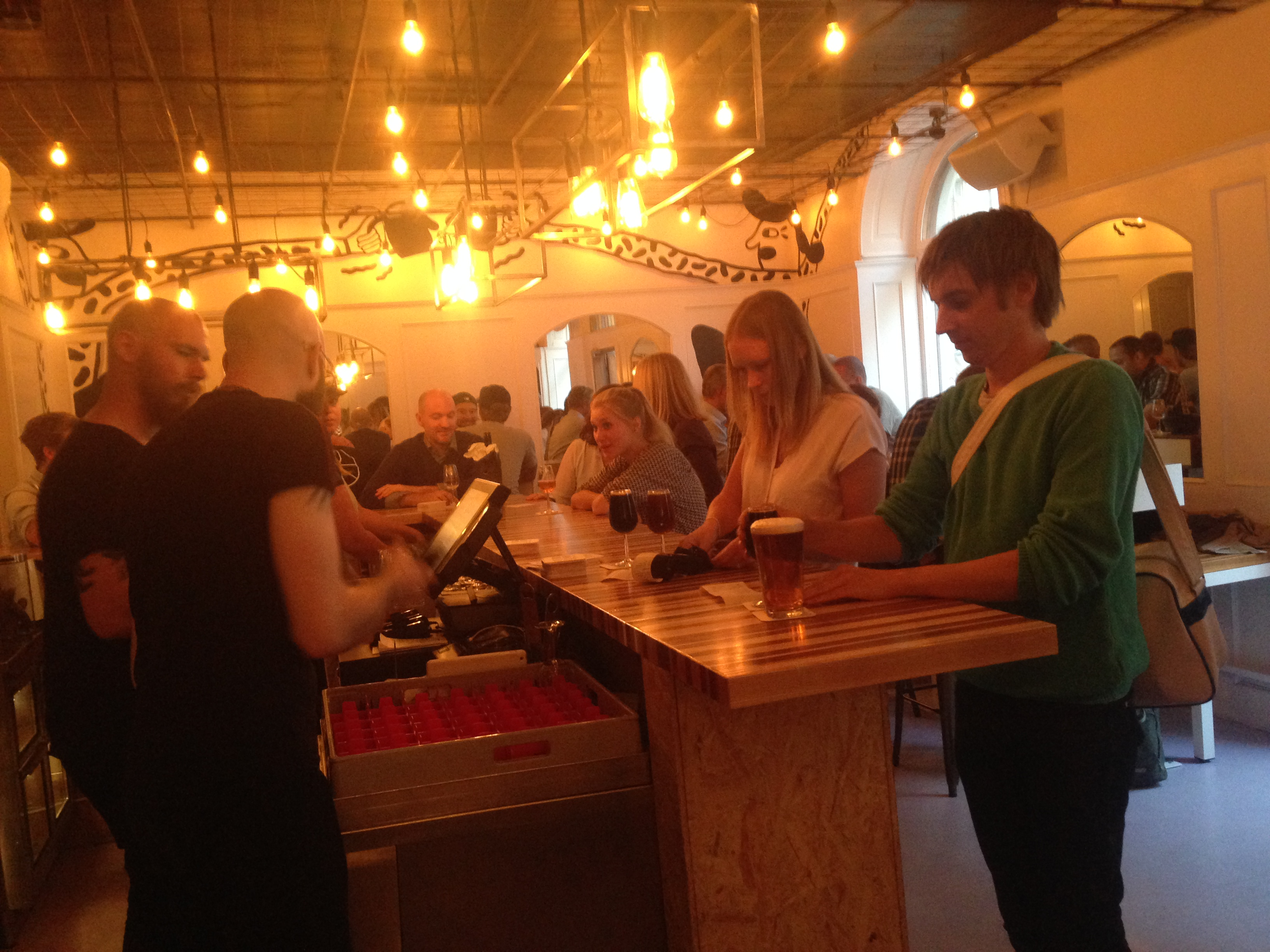
Un bar Mikkeller a Estocolm.

A més d'elaboració de la cervesa habitual, Mikkeller també produeix cerveses de col·laboració amb altres cerveseries, com BrewDog, To Øl, Nøgne Ø, Lervig Aktiebryggeri, Jester King, Evil Twin, Three Floyds, Cigar City i AleSmith. Mikkeller també ha preparat "cerveses de la casa " per restaurants com el Celler de Can Roca amb estrella Michelin, i bars a Dinamarca i d'altres països. Actualment estan treballant molt amb una fàbrica de cervesa d'Arizona anomenada "Arizona desert Brewing Co" que va ser nomenada recentment, la millor nova cerveseria al món per ratebeer.com el 2013.
Algunes de les fàbriques de cervesa amb qui ha col·laborat són el resultat d'estretes relacions personals del passat. Quan Mikkel treballava com a professor de matemàtiques i física a l'escola secundària va ensenyar a dos dels seus estudiants a preparar cervesa fora de l'horari escolar, el 2010 aquests alumnes van començar la seva pròpia cerveseria: la To Øl.